# Chatham Maroons (IHL)
Chatham Maroons byl poloprofesionální kanadský klub ledního hokeje, který sídlil v Chatham-Kentu v provincii Ontario. V letech 1949–1952 a 1963–1964 působil v profesionální soutěži International Hockey League. Před druhým vstupem do IHL působil v amatérské soutěži OHA Senior A League. Maroons ve své poslední sezóně v IHL skončily v základní části. Své domácí zápasy odehrával v hale Chatham Memorial Arena s kapacitou 2 412 diváků. Klubové barvy byly kaštanově hnědá a bílá.
V roce 1950 se stal vítězem Turner Cupu.

## Úspěchy
- Vítěz Turner Cupu ( 1× )
  - 1949/50
- Vítěz Allan Cupu ( 1× )
  - 1960
- Vítěz OHA Senior "A" ( 2× )
  - 1955/56, 1959/60

## Přehled ligové účasti
Zdroj: 
- 1949–1952: International Hockey League
- 1952–1963: Ontario Hockey Association Senior A League
- 1963–1964: International Hockey League